# Superman: The Animated Series
Superman: The Animated Series is een Amerikaanse animatieserie over het DC Comics personage Superman. De serie liep van 1996 t/m 2000 met een totaal van 54 afleveringen. De serie staat ook wel bekend als gewoon Superman.
In mei 2006 verschenen de eerste 18 afleveringen op dvd met Nederlandse nasynchronisatie door onder anderen Oscar Siegelaar, Hans Hoekman, Rolf Koster, Victor van Swaay, Hetty Heyting en Fred Butter. Deze versie werd nooit uitgezonden op televisie.

## Verhaal
De serie volgt Superman in diens eerste jaren als superheld en beschermer van de stad Metropolis. In de eerste aflevering is te zien hoe Clark Kent besluit om Superman te worden. Hij krijgt het aan de stok met onder andere de corrupte miljardair Lex Luthor.

## Algemeen
Net als andere DC Animatieseries van de jaren 90 had Superman: The Animated Series een modernere en serieuzere ondertoon dan voorgaande animatieseries over het personage. De serie bevat referenties naar zowel de klassieke supermanstrips als naar de moderne strips. De meest significante referentie naar de moderne strips is de persoonlijkheid van Clark Kent. Tevens gaf de serie een moderne kijk op de Superman’s thuisplaneet Krypton. Tevens is in de serie het ruimteschip waarmee Superman naar de Aarde kwam als kind nog in perfecte staat en wordt regelmatig gebruikt.
De serie bevat een moderne hercreatie van veel van Supermans bekende vijanden, waaronder Lex Luthor en Brainiac. Tevens introduceerde de serie Darkseid als een van Superman’s grootste vijanden.
De serie betekende het animatiedebuut van Supergirl.

## Rolverdeling
| Rol                            | Amerikaanse stem | Nederlandse stem |
| ------------------------------ | ---------------- | ---------------- |
| Kal-El / Clark Kent / Superman | Tim Daly         | Oscar Siegelaar  |
| Lois Lane                      | Dana Delany      |                  |
| Daniel "Dan" Turpin            | Joseph Bologna   |                  |
| Perry White                    | George Dzundza   | Hans Hoekman     |
| James "Jimmy" Olsen            | David Kaufman    | Rolf Koster      |
| Lex Luthor                     | Clancy Brown     | Hans Hoekman     |
| Mercy Graves                   | Lisa Edelstein   |                  |
| Angela Chen                    | Lauren Tom       |                  |
| Jonathan Kent                  | Mike Farrell     | Victor van Swaay |
| Martha Kent                    | Shelley Fabares  |                  |
| Lana Lang                      | Joely Fisher     |                  |
| Professor Emil Hamilton        | Victor Brandt    | Victor van Swaay |
| Inspecteur Maggie Sawyer       | Joanna Cassidy   |                  |

### Gastrollen
- Charlie Schlatter - Flash (Nederlands: Fred Butter)
- Jason Marsden - Tiener Clark Kent (Nederlands: Oscar Siegelaar)
- Leslie Easterbrook, Sarah Douglas - Mala (Nederlands: Hetty Heyting)
- Lori Petty - Livewire (Nederlands: Hetty Heyting)
- Michael Ironside - Darkseid (Nederlands: Hans Hoekman)
- Michael York - Kanto (Nederlands: Rolf Koster)
- Miguel Ferrer - Weather Wizard (Nederlands: Victor van Swaay)
- Ron Perlman - Jax-Ur (Nederlands: Fred Butter)
- Sherman Howard - Preserver (Nederlands: Victor van Swaay)
- Bob Hastings - Commissioner James Gordon
- Brad Garrett - Lobo, Bibbo en "Neato" Coralli
- Bruce Weitz - Bruno Mannheim
- Chad Lowe - Cosmic Boy
- Charity James - Roxy Rocket
- Corey Burton - Brainiac
- David Warner - Ra's al Ghul
- Gilbert Gottfried - Mr. Mxyzptlk
- Henry Silva - Bane
- Jason Priestley - Chameleon Boy
- Jodi Benson - Angela Evans Smith
- John Glover - Riddler
- Kevin Conroy - Batman
- Malcolm McDowell - Metallo
- Mark Hamill - The Joker
- Mathew Valencia - Tim Drake
- Melissa Joan Hart - Saturn Girl
- Michael Dorn - Kalibak en Steel
- Nicholle Tom - Supergirl
- Roddy McDowall - The Mad Hatter
- Scott Menville - Kenny Braverman

## Achter de scènes
- Enkele van de personages zijn duidelijk gebaseerd op echte acteurs. Zo lijkt Shirley Jones sprekend op Martha Kent en Telly Savalas op Lex Luthor. Het personage Dan "Terrible" Turpin was gemodelleerd naar Jack Kirby.
- Producer Bruce Timm schreef persoonlijk de laatste aflevering waarin Superman vecht met Darkseid.
- Lex Luthor's handlanger Mercy Graves is een personage bedacht voor de serie. Ze werd later alsnog geïntroduceerd in de strips.
- De acteurs die de stemmen inspraken van Jonathan & Martha Kent waren in werkelijkheid ook een getrouwd stel.

## Connecties met andere series
Superman: The Animated Series is onderdeel van het DC Animated Universe. De Clark Kent/Superman uit deze serie was ook een vast personage in de series Justice League en Justice League Unlimited. Tevens had hij gastrollen in de series The New Batman Adventures, Static Shock en Batman of the Future.